# Voerens Alternatief
Voerens Alternatief (Frans: Alternative Fouronnaise) (°2023) is een lokale partij in Voeren, de Belgisch-Limburgse gemeente bekend om communautaire problemen. De partij heeft Nederlandstalige en Franstalige leden, waarbij sommigen zelfs een partijkaart van N-VA en Défi op zak hadden bij de oprichting.

## Burgerparticipatie
Het Voerens alternatief plaatst zich niet in een taalpolitieke of communautaire en hoek. Het initiatief draait eerder om burgerparticipatie en verwelkomt iedere Voerenaar, ongeacht de taalachtergrond.
Het Voerens Alternatief respecteert de aanhankelijkheid van de gemeente bij Vlaanderen, maar stelt evenmin de bestaande faciliteiten voor de Franstaligen in vraag. De partij stelt dat de Voerense burgers zullen beslissen of de partij zal deelnemen aan gemeenteraadsverkiezingen in 2024.

## Ontstaan van Voerens Alternatief
Voerens Alternatief werd in 2023 opgericht als tweetalige politieke partij in Voeren. De oprichters zijn: 
- Rik Tomsin, ICT verantwoordelijke bij de Provinciale Secundaire School Voeren, OCMW-lid voor Voerbelangen en voorzitter van de gemeenteraad
- Michaël Henen, docent muzikale en instrumentale opleiding, vroeger gemeenteraadslid van Retour aux Libertés. Henen is onder andere dirigent van de Franstalige Harmonie en het Nederlandstalige muziekkorps van de Schutterij, beiden te Sint-Martens-Voeren. Op 15 maart 2023 nam Henen ontslag uit de partij, ten gevolge van de zware druk die op hem werd uitgeoefend, zowel binnen als buiten Voeren.[6]
- Fred Banens, toeristisch ondernemer
- Manoël Hariot, zelfstandig ondernemer
- Guy Born, toeristisch ondernemer, vroegere voorzitter van Toerisme Voerstreek
- Paul Princen, zelfstandig horecaondernemer

## Reacties
De vroegere burgemeester van Voeren, Huub Broers: "Les extrêmes se touchent" (De uitersten raken elkaar, waarmij hij doelde op N-VA en Défi).
De N-VA schrapte het lidmaatschap van Guy Born en Rik Tomsin, twee Voerenaars die mee aan de wieg stonden van Het Voerens Alternatief.
Jean Levaux (gemeenteraadslid voor Retour aux Libertés): "In Voeren stemmen Franstaligen voor de Franstalige fractie en omgekeerd stemmen de Nederlandstaligen meestal voor de Nederlandstalige fractie, dus ik denk dat die derde lijst geen toekomst heeft."
Op 31 mei 2023 maakt de partij bekend dat ten gevolge van een haatcampagne door de N-VA, onbekenden intimiderende dreigbrieven verstuurden naar een oprichter en een lid van het Voerens Alternatief.